# Campionati africani di lotta 2012
I campionati africani di lotta 2012 sono stati la 28ª edizione della manifestazione continentale organizzata dalla FILA. Si sono svolti dal 12 marzo 2012 a Marrakech, in Marocco.

## Podi

### Uomini

#### Lotta libera
| Evento | Oro              | Argento                | Bronzo                                       |
| 55 kg  | Adama Diatta     | Bienvenu Andriamalala  | Naatele Shilimela Muhammad Hasan Muhammad    |
| 60 kg  | Firstman Victor  | Jean Bernard Diatta    | Abderrahmane Sayeh Gabriel Obada             |
| 66 kg  | Hasan Madani     | Hajsam Bilajisz        | Victor Solobadiate Diatta Gaston Taocreno    |
| 74 kg  | Augusto Midana   | Basim Muhammad         | Bernard Andrianirinamalala Bilal al-Wasztati |
| 84 kg  | Adnan ar-Rahimi  | Muhammad Rijad al-Wafi | Ahmad Abu Mansur Malik Djakna                |
| 96 kg  | Sinivie Boltic   | Elvis Nfoukau          | Angula Shikongo Hasan Abd al-Al              |
| 120 kg | Ad-Dasuki Szaban | Malal Ndiaye           | Claude Kouamen Mbianga                       |

#### Lotta greco-romana
| Evento | Oro                  | Argento             | Bronzo                                |
| 55 kg  | Dominic Nmale        | Mohamed Bouterfassa | Ibrahim Mahmud Muhammad               |
| 60 kg  | Abu Halima as-Sa’id  | Smail Benhachem     | Christopher Clark                     |
| 66 kg  | Muhammad Rida Ali    | Muhammad Sarir      | Jihad Khelifi                         |
| 74 kg  | Zijad Ajt Ikram      | Abdelkrim Ouakali   | Abdulai Karim Kalokoh Muhammad Siddik |
| 84 kg  | Hajkal al-Aszuri     | Masud Zaghdan       | Said Moulla Muhammad Ahmad Isma’il    |
| 96 kg  | Husajn Ajjari        | David Fukuabo       | Ahmad Usman                           |
| 120 kg | Ochieng Kanga Hollis | Hamdi Abd al-Wahhab | Radwan asz-Szabbi                     |

### Donne

#### Lotta libera
| Evento | Oro              | Argento          | Bronzo                                |
| 48 kg  | Rebecca Muambo   | Isabelle Sambou  | Sammy Oziti Marwa Mizjan              |
| 51 kg  | Selma Jemaii     |                  |                                       |
| 55 kg  | Marwa al-Amiri   | Musibau Adekanbi | Rokhayatou Sonko Nura Chalil Hamid    |
| 59 kg  | Daimounm Ghariba | Joseph Essombe   | Rozinet Aissatou                      |
| 63 kg  | Jacira Mendonça  | Aminat Adeniyi   | Nadia 2 Moussaoui Inas Mustafa Jusuf  |
| 67 kg  | Ifeoma Iheanacho | Wafa Cherni      | Edouka Irene Ngadi Nadija Antar Jasin |
| 72 kg  | Oliviane Bassene | Laure Ali        | Josiane Soloniaina                    |

## Medagliere
La nazione ospitante è evidenziata.
| Pos.   | Paese         | Oro | Argento | Bronzo | Totale |
| ------ | ------------- | --- | ------- | ------ | ------ |
| 1      | Tunisia       | 6   | 2       | 4      | 12     |
| 2      | Egitto        | 4   | 2       | 10     | 16     |
| 3      | Nigeria       | 4   | 2       | 2      | 8      |
| 4      | Senegal       | 2   | 3       | 2      | 7      |
| 5      | Guinea-Bissau | 2   | 0       | 0      | 2      |
| 6      | Camerun       | 1   | 3       | 3      | 7      |
| 8      | Marocco       | 1   | 1       | 1      | 3      |
| 9      | Kenya         | 1   | 0       | 0      | 1      |
| 10     | Algeria       | 0   | 5       | 2      | 7      |
| 11     | Madagascar    | 0   | 1       | 2      | 3      |
| 12     | RD del Congo  | 0   | 1       | 0      | 1      |
| 13     | Ciad          | 0   | 0       | 3      | 3      |
| 14     | Namibia       | 0   | 0       | 2      | 2      |
| 15     | Sierra Leone  | 0   | 0       | 1      | 1      |
| Totale | Totale        | 21  | 20      | 32     | 73     |